# Jamie McCourt
Pour les articles homonymes, voir McCourt.
Jamie McCourt, née Jamie D. Luskin le 5 décembre 1953 à Baltimore (Maryland), est une femme d'affaires, avocate et diplomate américaine. Membre du Parti républicain, elle est ambassadrice des États-Unis en France et à Monaco de 2017 à 2021, sous la présidence de Donald Trump.

## Biographie

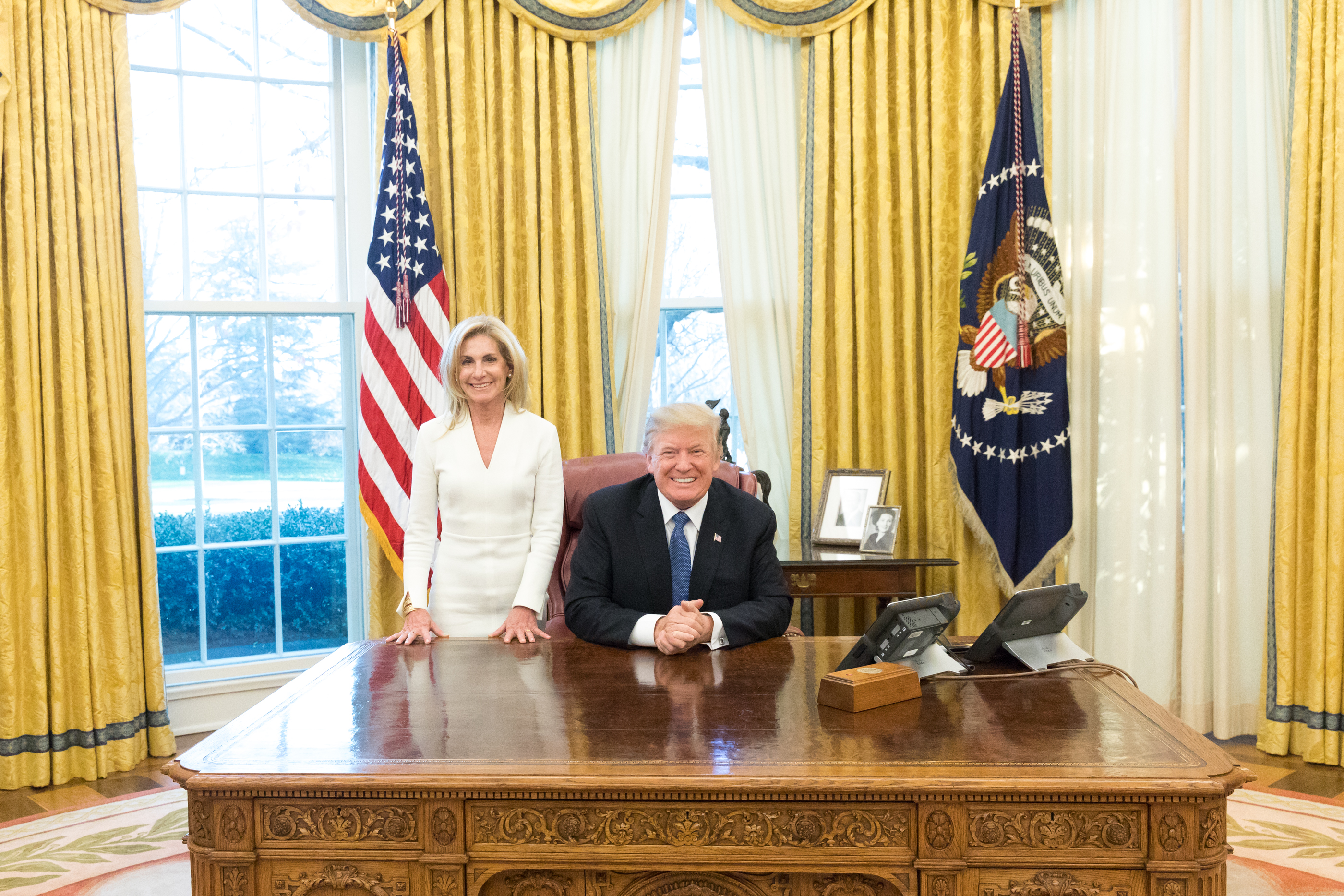
Jamie McCourt et le président américain Donald Trump en décembre 2017.

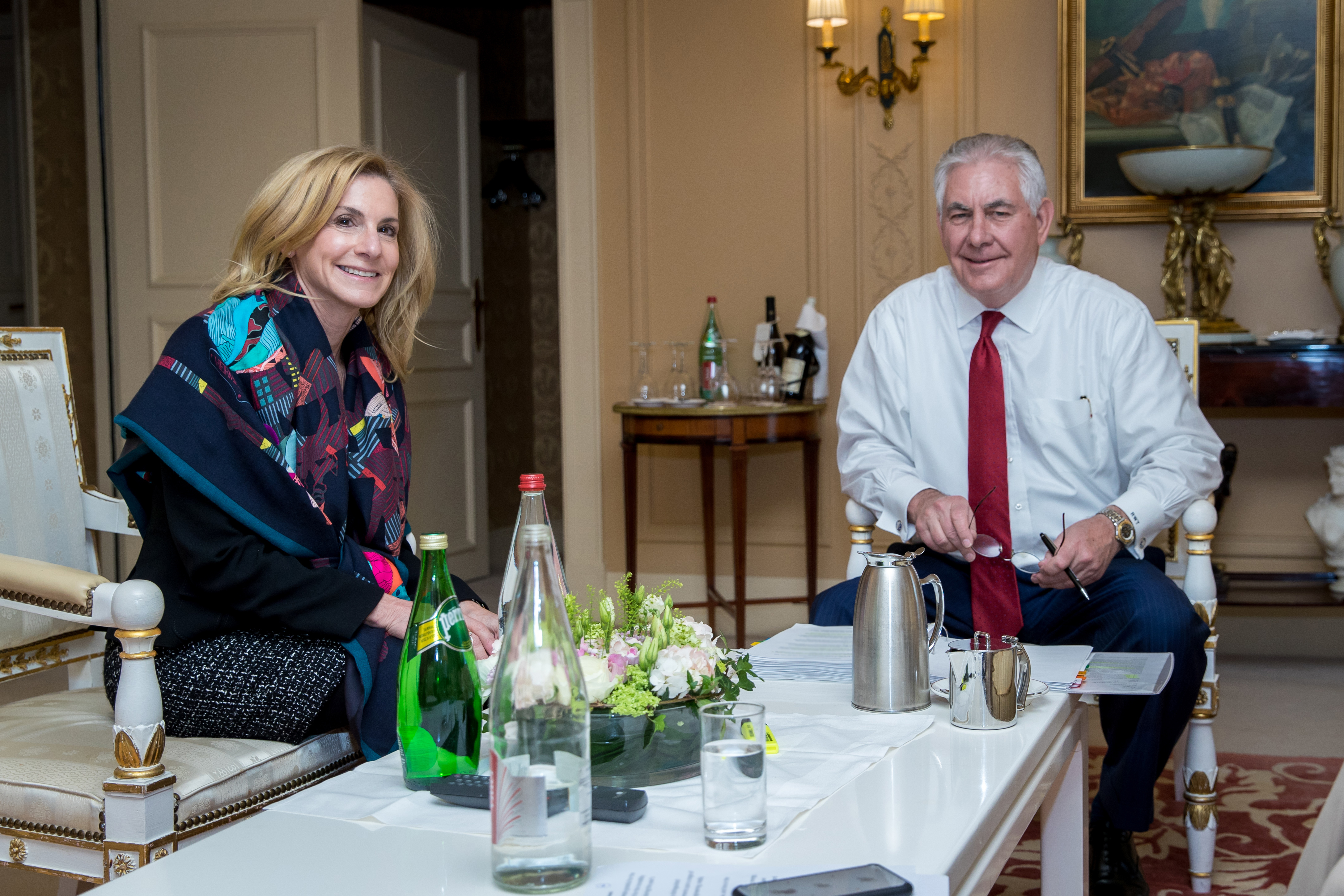
Jamie McCourt et le secrétaire d'État Rex Tillerson en janvier 2018.

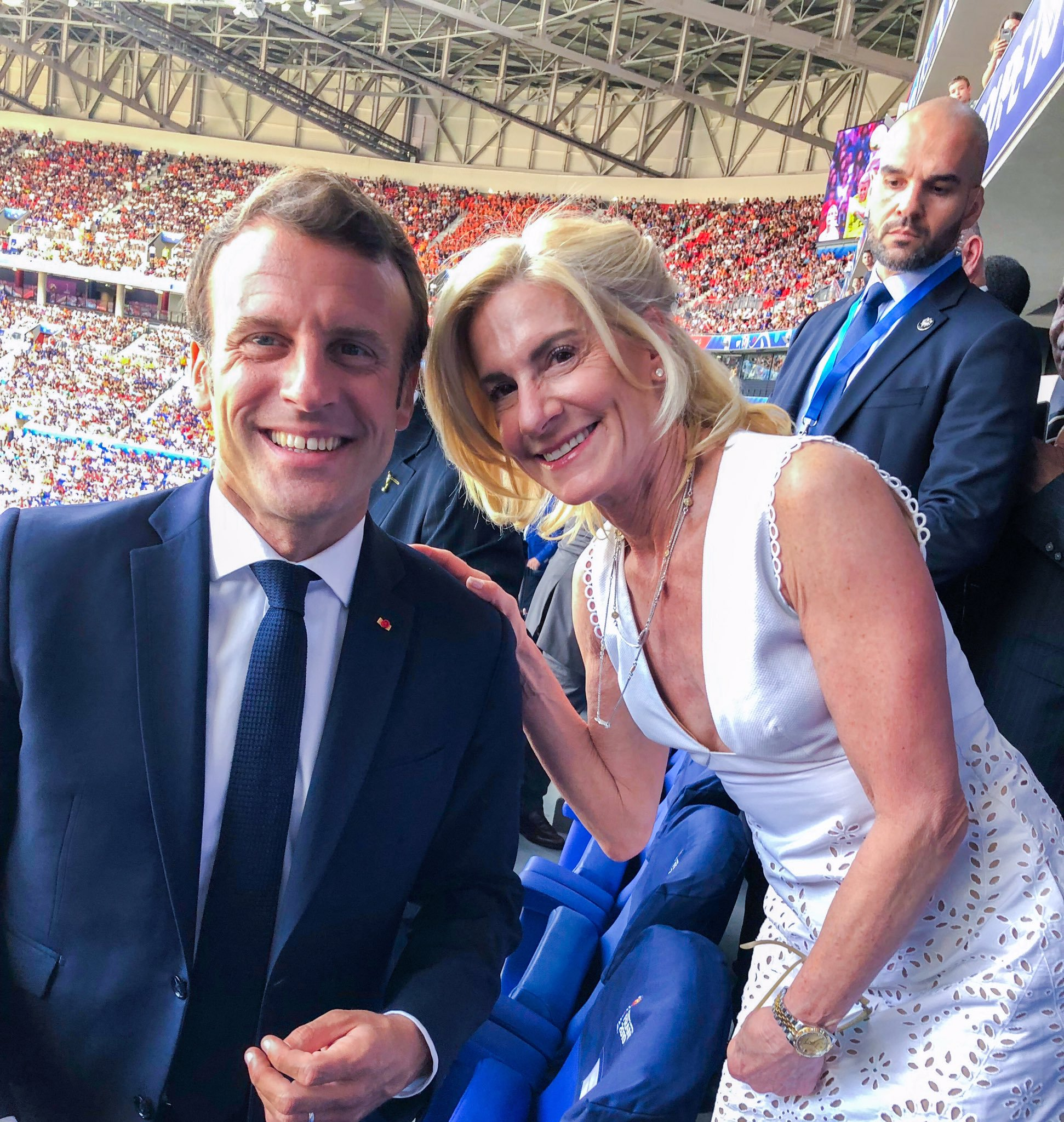
Le président Emmanuel Macron et Jamie McCourt lors de la Coupe du monde féminine de football 2019.

Diplômée de l'université de Georgetown et de la faculté des lettres de Paris, elle a vécu et étudié à Aix-en-Provence. Elle possède 200 hectares de vignes dans la Napa Valley,. Fondatrice et présidente-directrice générale de Jamie Enterprises, elle est avocate en droit international et valeurs mobilières à New York ainsi qu'en droit des sociétés, droit immobilier et droit de la famille à Boston. 
Elle est la copropriétaire avec Frank McCourt (qu'elle épouse le 3 novembre 1979 à New York) du club de base-ball des Dodgers de Los Angeles, jusqu'en 2011, date de son divorce. Elle a notamment été la femme la plus haut placée de la Ligue majeure de baseball, en tant que vice-présidente des Dodgers en 2004, présidente en 2005 puis présidente-directrice générale en 2009. Pendant dix ans, elle est par ailleurs vice-présidente et avocate générale de la McCourt Co.
Lors de la campagne présidentielle américaine de 2016, elle soutient le candidat républicain Donald Trump, connu grâce à l'intermédiaire Steven Mnuchin, avec qui elle siège dans le conseil d'administration d'une fondation pour l'art. Selon le Los Angeles Times, elle verse plus de 400 000 dollars au fonds « Trump Victory ». Initialement désignée début août 2017 pour devenir ambassadrice des États-Unis en Belgique, elle est finalement choisie pour devenir ambassadrice en France. Sa nomination est approuvée par le Sénat le 2 novembre 2017 et elle prête serment le 11 décembre de la même année. Le 18 décembre, elle remet officiellement ses lettres de créance au président français Emmanuel Macron. Elle quitte ses fonctions le 20 janvier 2021, au terme du mandat présidentiel de Donald Trump.